# BonziBuddy
BonziBuddy ili BonzyBUDDY je bila vrsta besplatnog programa koji je postojao u razdoblju od 1999. do 2004. godine. 
Na stranici Bonzi.com tvrdilo se da pomoću tog programa korisnik može istraživati internet. 

## Kritike
Godine 2002., u članku Consumer Reportsa Web Watch napisano je da BonziBuddy sadržava program stražnja vrata (eng. backdoor), pomoću kojeg se prikupljaju podaci o korisniku, dok ga je tvrtka Safer Networking (koja je napravila Spybot - Search & Destroy) opisala kao "alatnu traku za Internet Explorer koja mijenja njegove postavke i korisnikovu početnu stranicu bez korisnikovog odobrenja", prikuplja podatke o korisniku te prikazuje oglase.
Ovaj program je osim toga, oštećivao korisnikove sustavske datoteke i prikazivao različite oglase.